# ワイルド・サマー
『ワイルド・サマー』（英: Slutty Summer）は、2004年に製作されたアメリカ合衆国の映画。
日本では、2005年7月15日に第4回東京国際レズビアン&ゲイ映画祭、7月23日に第1回関西 Queer Film Festivalで上映された。

## キャスト
- マーカス：キャスパー・アンドレアス
- ジュリアン
- マリリン：ヴァージニア・ブライアン
- ピーター：ジェフリー・クリストファー・トッド